# Mark Margolis
Mark Margolis (Filadelfia, 26 novembre 1939 – New York, 3 agosto 2023) è stato un attore statunitense.
Divenuto noto al grande pubblico grazie al personaggio del killer boliviano Alberto nel film Scarface (1983) di Brian De Palma, è particolarmente celebre per aver interpretato dal 2009 il personaggio di Don Héctor Salamanca nelle serie televisive Breaking Bad e Better Call Saul, ruolo per il quale ha ottenuto numerose candidature a premi televisivi, tra cui un Primetime Emmy Award.

## Biografia
Mark Margolis nasce a Filadelfia, in Pennsylvania, il 26 novembre 1939 da una famiglia ebraica, figlio di Isidore Margolis e di Fanya Fried. Frequenta per un breve periodo la Temple University della propria città, prima di partire per New York, dove studia recitazione con Stella Adler e Lee Strasberg presso il prestigioso Actors Studio. Nel 1962 debutta a Broadway, al teatro Music Box Theatre, con lo spettacolo scritto da Gene Wesson Infidel Caesar, ispirato a Giulio Cesare. Si rende noto al grande pubblico grazie all'interpretazione del killer boliviano Alberto nel film del 1983 Scarface di Brian De Palma.
Nel corso della sua carriera prende parte a diversi film di Darren Aronofsky: π - Il teorema del delirio, Requiem for a Dream, The Fountain - L'albero della vita e The Wrestler. Aronofsky scrive appositamente per Margolis il ruolo di padre Avila del film The Fountain - L'albero della vita. Margolis ricopre frequentemente ruoli di vario genere, tra cui spesso quelli di ispanico o italoamericano, in film e serie televisive come: Il boss dei boss, Oz (dove interpreta il boss mafioso Antonio Nappa), The Practice - Professione avvocati, The Black Donnellys.
Nel 1990 compare nell'episodio Punti di vista (A Matter of Perspective), della terza stagione di Star Trek: The Next Generation, seconda serie live action del franchise di fantascienza Star Trek, in cui impersona lo scienziato tanugano Nel Apgar, inventore di una nuova potente forma di energia che intende donare alla Federazione, ma che al contempo sta cercando di vendere ad altre organizzazioni come arma. Nel 1991 prende parte anche alla soap opera statunitense Santa Barbara, in cui ricopre il ruolo di Helmut Dieter, uno spregiudicato e folle sanguinario, deciso a radere al suolo l'intera città, che viene fulminato nella vasca da bagno grazie ad un phon gettato da Flame Beaufort.
Dal 2009 diviene particolarmente noto grazie alla serie televisiva della AMC Breaking Bad, in cui interpreta per 8 episodi, fino al 2011, il personaggio di Don Héctor Salamanca, capo - costretto in sedia a rotelle da un ictus e muto, capace di esprimersi solamente grazie a un campanello - del clan dei Salamanca, dedito allo spaccio della droga e affiliato al Cartello di Juárez, ma che è anche in forte contrasto con Gus Fring (Giancarlo Esposito), che opera in concorrenza ai Salamanca nel traffico di droga proveniente dal Messico e nella produzione in proprio di metanfetamina. Nel 2016 e fino al 2022, riprende il personaggio nello spin-off e prequel Better Call Saul, in cui torna a interpretare Don Héctor Salamanca per 22 episodi. Il ruolo gli permetterà di venire candidato a numerosi premi, tra cui un Academy of Science Fiction, Fantasy & Horror Films nel 2012, un Gold Derby Award nel 2012 e 2019, un Online Film & Television Association nel 2012 e un Primetime Emmy Award, sempre nel 2012.
Nel 2023 torna ad affiancare l'attore Bryan Cranston, già protagonista di Breaking Bad nei panni di Walter White, in 5 episodi della serie televisiva Your Honor, in cui impersona nuovamente il capo di un'organizzazione malavitosa, Carmine Conti, padre di Gina (Hope Davis), la moglie del boss mafioso di New Orleans, Jimmy Baxter (Michael Stuhlbarg), con cui Michael Desiato, il personaggio interpretato da Cranston, ha un rapporto di complicità.
Mark Margolis muore all'ospedale Mount Sinai di New York dopo una breve malattia il 3 agosto 2023 all'età di 83 anni, come annunciato dal figlio Morgan. L'account ufficiale di Breaking Bad ha omaggiato l'attore scrivendo "l'immenso talento di Mark Margolis, che con i suoi occhi, un campanello e pochissime parole ha reso Hector Salamanca uno dei personaggi più indimenticabili della storia della televisione". L'attore Bryan Cranston su Instagram lo ricorda come un "attore straordinario e una persona speciale. Era divertente stare sul set con lui ed era capace anche di intimidire. Una persona tranquilla sotto cui si nascondeva una mente curiosa che amava sempre fare battute. Mi manca già".

## Filmografia

### Cinema
- A bocca piena (The Opening of Misty Beethoven), regia di Radley Metzger (1976) – non accreditato
- Vivere alla grande (Going in Style), regia di Martin Brest (1979)
- Vestito per uccidere (Dressed to Kill), regia di Brian De Palma (1980) – non accreditato
- The Avenging, regia di Lyman Dayton (1982)
- La fuga di Eddie Macon (Eddie Macon's Run), regia di Jeff Kanew (1983)
- Scarface, regia di Brian De Palma (1983)
- Cotton Club (The Cotton Club), regia di Francis Ford Coppola (1984) – non accreditato
- La finestra della camera da letto (The Bedroom Window), regia di Curtis Hanson (1987)
- Il segreto del mio successo (The Secret of My Succe$s), regia di Herbert Ross (1987)
- Glory - Uomini di gloria (Glory), regia di Edward Zwick (1989)
- Colombia Connection - Il massacro (Delta Force 2: The Colombian Connection), regia di Aaron Norris (1990)
- I delitti del gatto nero (Tales from the Darkside: The Movie), regia di John Harrison (1990)
- Il pozzo e il pendolo (The Pit and the Pendulum), regia di Stuart Gordon (1991)
- 1492 - La conquista del paradiso (1492: Conquest of Paradise), regia di Ridley Scott (1992)
- Il grande fiume del Nord (Where the Rivers Flow North), regia di Jay Craven (1993)
- Ticks - Larve di sangue (Ticks), regia di Tony Randel (1993)
- Ace Ventura - L'acchiappanimali (Ace Ventura: Pet Detective), regia di Tom Shadyac (1994)
- Il guerriero del falco (Squanto: A Warrior's Tale), regia di Xavier Koller (1994)
- Ho sparato a Andy Warhol (I Shot Andy Warhol), regia di Mary Harron (1996)
- Tre amici, un matrimonio e un funerale (The Pallbearer), regia di Matt Reeves (1996)
- Potere assoluto (Absolute Power), regia di Clint Eastwood (1997)
- Strade laterali (Side Streets), regia di Tony Gerber (1998)
- π - Il teorema del delirio (π), regia di Darren Aronofsky (1998)
- Gioco a due (The Thomas Crown Affair), regia di John McTiernan (1999)
- Mickey occhi blu (Mickey Blue Eyes), regia di Kelly Makin (1999)
- Jakob il bugiardo (Jakob the Liar), regia di Peter Kassovitz (1999)
- Giorni contati - End of Days (End of Days), regia di Peter Hyams (1999)
- Flawless - Senza difetti (Flawless), regia di Joel Schumacher (1999)
- Fast Food, Fast Women (Fast Food Fast Women), regia di Amos Kollek (2000)
- Dinner Rush, regia di Bob Giraldi (2000)
- Requiem for a Dream, regia di Darren Aronofsky (2000)
- Hannibal, regia di Ridley Scott (2001)
- Il sarto di Panama (The Tailor of Panama), regia di John Boorman (2001)
- Hardball, regia di Brian Robbins (2001)
- Bridget, regia di Amos Kollek (2002)
- Infested - Lo sciame (Infested), regia di Josh Olson (2002)
- Daredevil, regia di Mark Steven Johnson (2003)
- Particles of Truth, regia di Jennifer Elster (2004)
- House of D - Il mio amico speciale (House of D), regia di David Duchovny (2004)
- Stay - Nel labirinto della mente (Stay), regia di Marc Forster (2005)
- Headspace, regia di Andrew van den Houten (2005)
- The Fountain - L'albero della vita (The Fountain), regia di Darren Aronofsky (2006)
- Gone Baby Gone, regia di Ben Affleck (2007)
- Defiance - I giorni del coraggio (Defiance), regia di Edward Zwick (2008)
- The Wrestler, regia di Darren Aronofsky (2008)
- Nobody, regia di Rob Perez (2009)
- Il cigno nero (Black Swan), regia di Darren Aronofsky (2010)
- Immortals, regia di Tarsem Singh (2011)
- The Courier, regia di Hany Abu-Assad (2012)
- Uomini di parola (Stand Up Guys), regia di Fisher Stevens (2012)
- Beneath, regia di Larry Fessenden (2013)
- Noah, regia di Darren Aronofsky (2014)
- Nasty Baby, regia di Sebastián Silva (2015)
- Il mio grosso grasso matrimonio greco 2 (My Big Fat Greek Wedding 2), regia di Kirk Jones (2016)
- A Remarkable Life, regia di Vohn Regensburger (2016)
- Baja, regia di Tony Vidal (2018)
- Abe, regia di Fernando Grostein Andrade (2019)
- Minyan, regia di Eric Steel (2020)

### Televisione
- The Other Side of Victory, regia di Bill Jersey – film TV (1976)
- Kojak – serie TV, episodio 4x11 (1977)
- Un giustiziere a New York (The Equalizer) – serie TV, 16 episodi (1985-1989)
- In viaggio nel tempo (Quantum Leap) – serie TV, episodio 1x06 (1989)
- Colombo (Columbo) – serie TV, episodio 9x02 (1990)
- Star Trek: The Next Generation – serie TV, episodio 3x14 (1990)
- Santa Barbara – soap opera, 12 puntate (1991)
- Divisi dalla legge (The Antagonists) – serie TV, episodio 1x05 (1991)
- Law & Order - I due volti della giustizia (Law & Order) – serie TV, episodi 3x08-7x10-12x03 (1992-2001)
- New York Undercover – serie TV, episodio 1x06 (1994)
- Prince Street – serie TV, 6 episodi (1997-1999)
- Oz – serie TV, 10 episodi (1998-2003)
- L'incredibile Michael (Now and Again) – serie TV, episodio 1x08 (1999)
- Il boss dei boss (Boss of Bosses), regia di Dwight H. Little – film TV (2001)
- 100 Centre Street – serie TV, episodio 2x09 (2001)
- The Practice - Professione avvocati (The Practice) – serie TV, episodio 6x17 (2002)
- Hack – serie TV, 4 episodi (2002)
- Ed – serie TV, episodi 4x02-4x12 (2003-2004)
- Sex and the City – serie TV, episodio 6x17 (2004)
- Law & Order: Criminal Intent – serie TV, episodio 3x09 (2004)
- Crossing Jordan – serie TV, episodio 4x15 (2005)
- Brotherhood - Legami di sangue (Brotherhood) – serie TV, episodio 1x05 (2006)
- The Black Donnellys – serie TV, episodi 1x01-1x11 (2007)
- Californication – serie TV, episodio 1x08 (2007)
- Ben Again, regia di Tony Giordano – film TV (2009)
- Kings – serie TV, episodi 1x03-1x12 (2009)
- Breaking Bad – serie TV, 8 episodi (2009-2011)
- Blue Bloods – serie TV, episodi 1x14-1x15 (2011)
- Mildred Pierce – miniserie TV, episodi 1x01-1x02 (2011)
- Law & Order - Unità vittime speciali (Law & Order: Special Victims Unit) – serie TV, episodio 13x09 (2011)
- The Good Wife – serie TV, episodio 3x08 (2011)
- Fairly Legal – serie TV, episodi 2x02-2x06 (2012)
- Person of Interest – serie TV, episodi 1x09-1x17-1x19 (2012)
- American Horror Story – serie TV, episodi 2x05-2x06-2x07 (2012)
- Zero Hour – serie TV, episodio 1x06 (2013)
- Flipsters – serie TV, episodio 1x01 (2013)
- Taxi Brooklyn – serie TV, episodio 1x11 (2014)
- Constantine – serie TV, episodio 1x10 (2015)
- Elementary – serie TV, episodio 3x17 (2015)
- Gotham – serie TV, episodi 1x16-2x03 (2015)
- L'esercito delle 12 scimmie (12 Monkeys) – serie TV, episodio 1x12 (2015)
- The Affair - Una relazione pericolosa (The Affair) – serie TV, episodi 2x04-2x10-2x12 (2015)
- Better Call Saul – serie TV, 22 episodi (2016-2022)
- The Blacklist – serie TV, episodio 7x17 (2019)
- Snowpiercer – serie TV, episodio 1x01 (2020)
- Prodigal Son – serie TV, episodio 2x06 (2021)
- Your Honor – serie TV, 5 episodi (2023)

## Teatro (parziale)
- Infidel Caesar, Music Box Theatre, New York (1962)
- Second Avenue Rag, regia di Gerald Freedman, Marymount Manhattan Theatre, New York (1980)
- The World of Sholom Aleichem, regia di Milton Moss, Rialto Theatre, New York (1982)
- My Uncle Sam, regia di Len Jenkin, Joseph Papp Public Theater/Susan Stein Shiva Theater, New York (1983)
- Balm in Gilead, regia di John Malkovich, Circle Repertory Theatre/Minetta Lane Theatre, New York (1984-1985)
- The Golem, regia di Richard Foreman, Delacorte Theater, New York (1984)
- Moe's Lucky Seven, regia di Roberta Levitow, Playwrights Horizons, New York (1994)

## Riconoscimenti
- Academy of Science Fiction, Fantasy & Horror Films
  - 2012 – Candidatura come miglior interpretazione ospite in una serie televisiva per Breaking Bad

- Gold Derby Award
  - 2012 – Candidatura come attore drammatico ospite per Breaking Bad
  - 2019 – Candidatura come attore drammatico ospite del decennio per Breaking Bad

- Online Film & Television Assosiation
  - 2012 – Candidatura come miglior attore ospite in una serie drammatica per Breaking Bad

- Primetime Emmy Award
  - 2012 – Candidatura al miglior attore ospite in una serie drammatica per Breaking Bad[3]

## Doppiatori italiani
Nelle versioni in italiano delle opere in cui ha recitato, Mark Margolis è stato doppiato da:
- Pietro Biondi in Squanto - Il guerriero del falco, Bridget, Law & Order - Unità vittime speciali, American Horror Story, Beneath
- Diego Reggente in Law & Order - I due volti della giustizia (ep. 12x03), Californication, Fairly Legal
- Sandro Sardone in Star Trek: The Next Gereration, Hannibal
- Franco Zucca in Law & Order - I due volti della giustizia (ep. 3x08), Better Call Saul
- Stefano De Sando in Law & Order - I due volti della giustizia (ep. 7x10), The Fountain - L'albero della vita
- Sergio Graziani in Giorni contati - End of Days, Infested - Lo sciame
- Giovanni Petrucci in Oz (ep. 6x04), House of D - Il mio amico speciale
- Paolo Buglioni in Uomini di parola, Constantine
- Bruno Alessandro in Gotham, Your Honor
- Nino Scardina ne La fuga di Eddie Macon
- Vittorio Congia in Colombia Connection - Il massacro
- Renato Cortesi in Santa Barbara
- Glauco Onorato in 1492 - La conquista del paradiso
- Mario Bombardieri in Ace Ventura - L'acchiappanimali
- Gil Baroni in Tre amici, un matrimonio e un funerale
- Goffredo Matassi in Potere assoluto
- Vittorio Di Prima in Oz
- Oliviero Dinelli ne Il boss dei boss
- Enrico Bertorelli in Law & Order: Criminal Intent
- Cesare Barbetti in Crossing Jordan
- Mauro Bosco in The Good Wife
- Sergio Di Giulio in The Practice - Professione avvocati
- Saverio Moriones in Blue Bloods
- Mauro Magliozzi in Mildred Pierce
- Dante Biagioni in Person of Interest
- Michele Kalamera in Elementary
- Silvio Anselmo in The Affair - Una relazione pericolosa
- Nino Prester ne Il mio grosso grasso matrimonio greco 2
- Toni Orlandi in Abe
- Ivan Melkumjan in Snowpiercer
- Carlo Valli in Prodigal Son
- Gabriele Martini in Hannibal (ridoppiaggio)
- Marco Balzarotti in Brotherhood - Legami di sangue (ridoppiaggio)